# Codicele de la Ieud

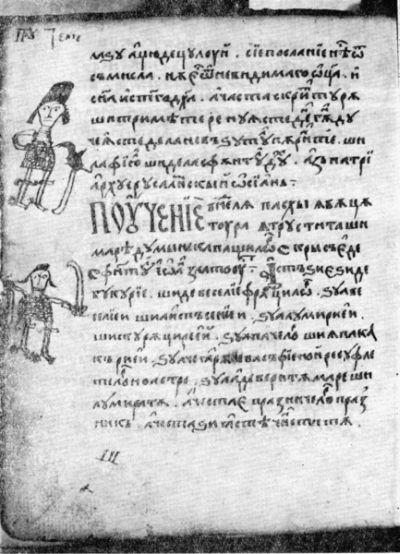
Manuscrisul de la Ieud - Copie facsimil după fila nr. 18

Codicele de la Ieud, sau Zbornicul de la Ieud este denumirea sub care este cunoscut un important manuscris (codice), găsit în anul 1921 de preotul Arthur Artemiu Anderco (1882–1932, delegat la Marea Adunare națională de la Alba-Iulia) în podul bisericii din deal de la Ieud, care are înscris pe prima pagină numărul 6900, pe care unii cercetători au interpretat-o ca fiind anul 1391-1392. 
Prin stăruințele lui Ioan Bianu, cartea, care cuprinde Legenda Duminecii și două omilii legate de Joia și Duminica Paștilor, a intrat în patrimoniul Bibliotecii Academiei Române, fiind catalogată, sub nr. 5032, printre manuscrisele românești ale acestei biblioteci. Manuscrisul românesc nr. 5032 este un codice miscelaneu de tip special, întrucât cuprinde pe lângă manuscrise (slave și românești) și două tipărituri (fragmentare): Catehismul și Pravila atribuite lui Coresi, care le-ar plasa la  cca 1560, respectiv 1560-62. Codicele cuprinde un număr de 211 file, de formate diferite. Coperțile manuscrisului sunt din lemn, acoperite cu piele. Legătura este veche. Pielea în care au fost învelite coperțile este de culoare cafenie închis și prezintă un grad destul de avansat de uzură; a plesnit pe alocuri și e străbătută de găuri făcute de cari. Volumul a fost prevăzut la legare cu o cataramă metalică, astăzi distrusă.
În ceea ce privește datarea, academicianul Alexandru Surdu arată că: „Cel mai simplu indiciu pentru datarea unei scrieri este acela de a vedea dacă nu cumva a făcut-o chiar cel care a scris-o. Or, în Legenda Duminicii apar două date: 6900 (1391-1392) și 6000 (491-492), scrise cu litere chirilice pentru cifre.” Dacă într-adevăr ar data de la 1392, ar fi cel mai vechi text scris în limba română, cu litere chirilice. Există însă ipoteze contradictorii în privința datării acestui document, unii cercetători plasându-l cu două secole mai târziu. 
Astfel, Ioan Bianu l-a datat în anii 1560-1580, informație preluată și de „Istoria Literaturii Române” editată de către Academia Română. Alexandru Rosetti și Petre P. Panaitescu, prudenți și preciși, l-au atribuit, corect, secolului al XVII-lea. Apoi, Mirela Teodorescu și Ion Gheție au scos prima carte dedicată acestui codice, intitulată „Manuscrisul de la Ieud” (Editura Academiei RSR, București, 1977). Ei au datat hârtia pe care a fost scris documentul, ca fiind produsă în anii 1621–1626, la moara poloneză de la Mniszek (v. en:Mniszek, Świętokrzyskie Voivodeship). Alții, precum Aurel Socolan, au extins datarea hârtiei în intervalul maxim 1610-1640.